# Sarcophaga varienbeecki
Sarcophaga varienbeecki är en tvåvingeart som beskrevs av Zumpt 1953. Sarcophaga varienbeecki ingår i släktet Sarcophaga och familjen köttflugor. Inga underarter finns listade i Catalogue of Life.